# Vimoutiers
Vimoutiers est une commune française, située dans le département de l'Orne en région Normandie, peuplée de 3 041 habitants.

## Géographie

### Localisation
La commune est au sud du pays d'Auge. Son bourg est à 10 km au sud de Livarot, à 18 km au nord-est de Trun, à 19 km au nord de Gacé et à 22 km au sud-ouest d'Orbec.

### Hydrographie
La commune est située dans le bassin Seine-Normandie. Elle est drainée par la Vie, la Viette, le cours d'eau 01 de la Mousselière, le fossé 01 de la commune de Vimoutiers, le fossé 01 du Bisson, le fossé 01 du Mont Parnasse, le ruisseau de la Fontaine de la Roche, le ruisseau de Souze et le ruisseau du Moulin Neuf,,.
La Vie, d'une longueur de 67 km, prend sa source dans la commune de Ménil-Hubert-en-Exmes et se jette  dans la Dives à Méry-Bissières-en-Auge, après avoir traversé 16 communes. Les caractéristiques hydrologiques de la Vie sont données par la station hydrologique située sur la commune de Ginai. Le débit moyen mensuel est de 0,491 m3/s. Le débit moyen journalier maximum est de 9,04 m3/s, atteint lors de la crue du 12 juin 2018. Le débit instantané maximal est quant à lui de 13,6 m3/s, atteint le même jour.
La Viette, d'une longueur de 11 km, prend sa source dans la commune d'Écorches et se jette  dans la Vie en limite de la commune et de Guerquesalles, après avoir traversé cinq communes. 

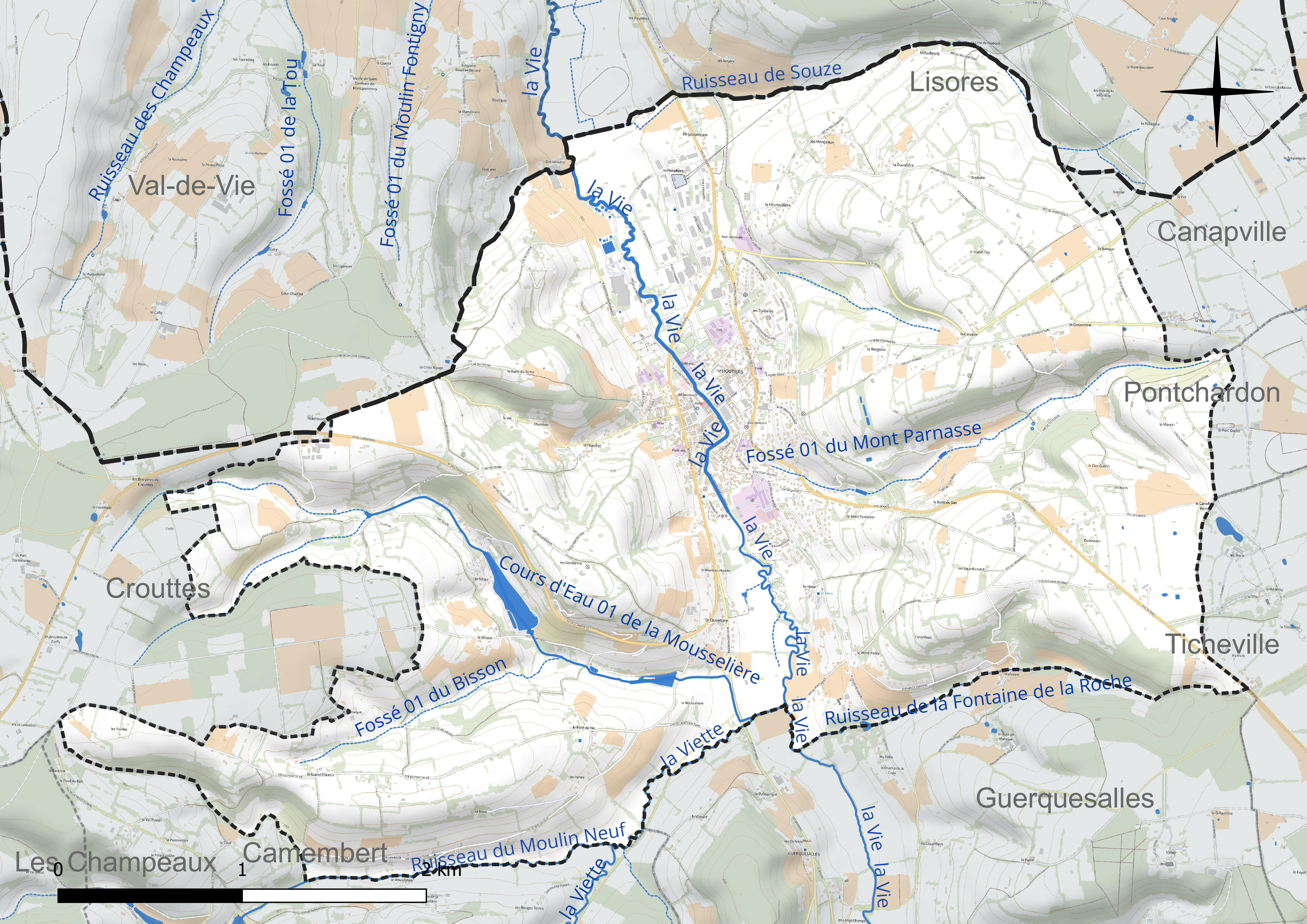
Réseau hydrographique de Vimoutiers.

### Géologie et relief
Le point culminant (236 m) se situe en limite sud-ouest, près du lieu-dit les Ventes. Le point le plus bas (92 m) correspond à la sortie de la Vie du territoire, au nord. La commune est bocagère.

### Climat
Pour des articles plus généraux, voir Climat de la Normandie et Climat de l'Orne.
En 2010, le climat de la commune est de type climat océanique altéré, selon une étude du CNRS s'appuyant sur une série de données couvrant la période 1971-2000. En 2020, Météo-France publie une typologie des climats de la France métropolitaine dans laquelle la commune est exposée à un climat océanique et est dans la région climatique Normandie (Cotentin, Orne), caractérisée par une pluviométrie relativement élevée (850 mm/a) et un été frais (15,5 °C) et venté. Parallèlement le GIEC normand, un groupe régional d’experts sur le climat, différencie quant à lui, dans une étude de 2020, trois grands types de climats pour la région Normandie, nuancés à une échelle plus fine par les facteurs géographiques locaux. La commune est, selon ce zonage, exposée à un « climat contrasté des collines », correspondant au Pays d’Auge, Lieuvin et Roumois, moins directement soumis aux flux océaniques et connaissant toutefois des précipitations assez marquées en raison des reliefs collinaires qui favorisent leur formation.
Pour la période 1971-2000, la température annuelle moyenne est de 10,6 °C, avec une amplitude thermique annuelle de 13,2 °C. Le cumul annuel moyen de précipitations est de 792 mm, avec 12,7 jours de précipitations en janvier et 8,4 jours en juillet. Pour la période 1991-2020, la température moyenne annuelle observée sur la station météorologique la plus proche, située sur la commune de Ticheville à 5 km à vol d'oiseau, est de 10,9 °C et le cumul annuel moyen de précipitations est de 826,1 mm,. Pour l'avenir, les paramètres climatiques de la commune estimés pour 2050 selon différents scénarios d’émission de gaz à effet de serre sont consultables sur un site dédié publié par Météo-France en novembre 2022.

### Voies de communications et transports

#### Transports en commun
| Val-de-Vie (comm. dél. de Saint-Germain-de-Montgommery, Calvados) | Lisores (Calvados) | Canapville              |
| Crouttes                                                          | Vimoutiers         | Pontchardon, Ticheville |
| Camembert                                                         | Guerquesalles      | Guerquesalles           |

## Urbanisme

### Typologie
Au 1er janvier 2024, Vimoutiers est catégorisée bourg rural, selon la nouvelle grille communale de densité à sept niveaux définie par l'Insee en 2022.
Elle appartient à l'unité urbaine de Vimoutiers, une unité urbaine monocommunale constituant une ville isolée,. La commune est en outre hors attraction des villes,.

### Occupation des sols
L'occupation des sols de la commune, telle qu'elle ressort de la base de données européenne d’occupation biophysique des sols Corine Land Cover (CLC), est marquée par l'importance des territoires agricoles (87,6 % en 2018), en diminution par rapport à 1990 (89,7 %). La répartition détaillée en 2018 est la suivante : 
prairies (84,9 %), zones urbanisées (8,5 %), zones industrielles ou commerciales et réseaux de communication (3,4 %), terres arables (2,7 %), forêts (0,5 %). L'évolution de l’occupation des sols de la commune et de ses infrastructures peut être observée sur les différentes représentations cartographiques du territoire : la carte de Cassini (XVIIIe siècle), la carte d'état-major (1820-1866) et les cartes ou photos aériennes de l'IGN pour la période actuelle (1950 à aujourd'hui).

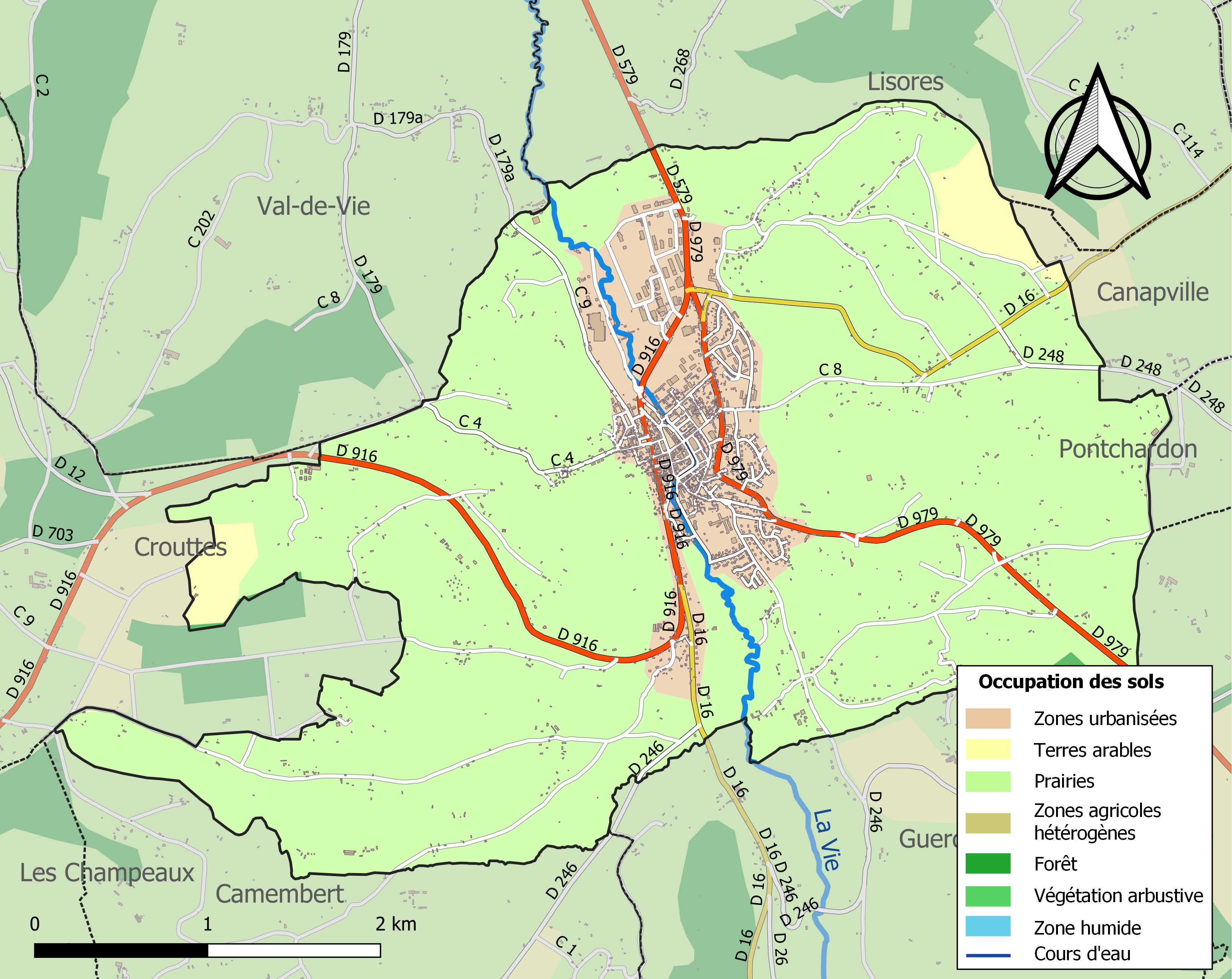
Carte des infrastructures et de l'occupation des sols de la commune en 2018 (CLC).

## Toponymie
Le nom de cette commune est d'abord attesté sous les formes latinisées Vimonasterium en 1025, in Vivo Monasterio en 1027/1035, Winmusterium vers 1071/1072, puis sous les graphies romanes Westmostier, Viumostier [lire Wimostier] vers 1175, Wimost[ier] en 1198, etc..
Ce toponyme est constitué de l'élément -moutier issu de l'ancien français mostier, monstier signifiant parfois « monastère », mais surtout « église ». L'initiale Vi- représente soit le nom de la Vie, soit, moins probablement (étant donné l'existence de nombreuses formes anciennes en W-), le produit du latin vicus « village ».
Le gentilé est Vimonastérien.

## Histoire
Le duc de Bretagne Alain III y a été empoisonné le 1er octobre 1040.
L'abbaye de Jumièges y disposait de droits, notamment un marché pour lequel Roger Ier de Montgommery, vicomte d'Hiémois, entra en conflit avec elle.
En 1830, Vimoutiers (3 198 habitants en 1821) absorbe Pont-de-Vie (83 habitants) au sud-ouest de son territoire.

### Seconde Guerre mondiale
Pendant la bataille de Normandie, la ville est presque entièrement détruite par un bombardement américain le 14 juin 1944 faisant environ 200 morts. Seule l'église est restée debout,,.
Le 17 juillet 1944, la voiture du maréchal Rommel est mitraillée par deux Spitfire entre Vimoutiers et Sainte-Foy-de-Montgommery. Rommel est grièvement blessé.
Elle constitua la base arrière du 2e SS-Panzerkorps qui contre-attaqua les positions polonaises sur Maczuga, au cours de la bataille de la poche de Falaise (20 août 1944).
Vimoutiers a été libérée le 22 août 1944 par les troupes canadiennes après la fin de la bataille de Chambois qui s'est achevée au mont Ormel et où on peut maintenant visiter le mémorial de la bataille de Normandie (à une dizaine de kilomètres de Vimoutiers en direction de Chambois).

## Héraldique
| Blason de Vimoutiers | Blason  | D'azur à la croix d'or, cantonnée de quatre clefs du même adossées deux à deux. |
| Blason de Vimoutiers | Détails |                                                                                 |

## Politique et administration

### Administration municipale
| Période                                  | Période                   | Identité       | Étiquette    | Qualité |
| ---------------------------------------- | ------------------------- | -------------- | ------------ | --- |
| Les données manquantes sont à compléter. |                           |                |              | |
| 1909                                     | 1945                      | Georges Dentu  | URD          | Médecin Sénateur de l'Orne (1927 → 1944) Conseiller général de Vimoutiers (1919 → 1940) Président du conseil général de l'Orne (1931 → 1940) |
| 1945                                     | mars 1965                 | Augustin Gavin | UNR puis DVD | Pharmacien Conseiller général de Vimoutiers (1955 → 1967) Officier de la Légion d'honneur (1952)                                             |
| mars 1965                                | juin 1995                 | Jean Dumeige   | RI puis RPR  | Notaire Conseiller général de Vimoutiers (1973 → 1998) Vice-président du conseil général de l'Orne (1973 → 1997)                             |
| juin 1995                                | mars 2001                 | Jean Gaulin    | DVD          | Pharmacien Ancien conseiller général de Vimoutiers (1967 → 1973)                                                                             |
| mars 2001                                | mars 2008                 | Didier Poulain | UMP          | Chirurgien-dentiste |
| mars 2008                                | En cours (au 27 mai 2020) | Guy Romain     | UMP-LR       | Chef d'entreprise commerciale Conseiller général de Vimoutiers (1998 → 2015)                                                                 |

Le conseil municipal est composé de vingt-sept membres dont le maire et cinq adjoints.

### Budget et fiscalité 2018
En 2018, le budget de la commune était constitué ainsi :
- total des produits de fonctionnement : 3 356 000 €, soit 941 € par habitant ;
- total des charges de fonctionnement : 2 767 000 €, soit 776 € par habitant ;
- total des ressources d'investissement : 541 000 €, soit 152 € par habitant ;
- total des emplois d'investissement : 1 022 000 €, soit 287 € par habitant ;
- endettement : 2 217 000 €, soit 622 € par habitant.

Avec les taux de fiscalité suivants :
- taxe d'habitation : 21,38 % ;
- taxe foncière sur les propriétés bâties : 20,68 % ;
- taxe foncière sur les propriétés non bâties : 31,12 % ;
- taxe additionnelle à la taxe foncière sur les propriétés non bâties : 0 % ;
- cotisation foncière des entreprises : 0 %.

Chiffres clés Revenus et pauvreté des ménages en 2016 : médiane en 2016 du revenu disponible, par unité de consommation : 17 227 €.

## Population et société

### Démographie

#### Évolution démographique
L'évolution du nombre d'habitants est connue à travers les recensements de la population effectués dans la commune depuis 1793. Pour les communes de moins de 10 000 habitants, une enquête de recensement portant sur toute la population est réalisée tous les cinq ans, les populations de référence des années intermédiaires étant quant à elles estimées par interpolation ou extrapolation. Pour la commune, le premier recensement exhaustif entrant dans le cadre du nouveau dispositif a été réalisé en 2004.
En 2022, la commune comptait 3 041 habitants, en évolution de −11,26 % par rapport à 2016 (Orne : −3,21 %, France hors Mayotte : +2,11 %).
Vimoutiers a compté jusqu'à 5 019 habitants en 1975.
| 1793  | 1800  | 1806  | 1821  | 1836  | 1841  | 1846  | 1851  | 1856  |
| ----- | ----- | ----- | ----- | ----- | ----- | ----- | ----- | ----- |
| 2 864 | 3 149 | 3 391 | 3 198 | 4 083 | 4 110 | 4 117 | 4 078 | 3 813 |

| 1861  | 1866  | 1872  | 1876  | 1881  | 1886  | 1891  | 1896  | 1901  |
| ----- | ----- | ----- | ----- | ----- | ----- | ----- | ----- | ----- |
| 3 698 | 3 774 | 3 800 | 3 820 | 3 880 | 3 630 | 3 601 | 3 539 | 3 546 |

| 1906  | 1911  | 1921  | 1926  | 1931  | 1936  | 1946  | 1954  | 1962  |
| ----- | ----- | ----- | ----- | ----- | ----- | ----- | ----- | ----- |
| 3 303 | 3 151 | 2 836 | 3 032 | 3 005 | 2 769 | 2 607 | 2 968 | 3 701 |

| 1968  | 1975  | 1982  | 1990  | 1999  | 2004  | 2006  | 2009  | 2014  |
| ----- | ----- | ----- | ----- | ----- | ----- | ----- | ----- | ----- |
| 4 572 | 5 019 | 4 918 | 4 723 | 4 418 | 4 029 | 3 970 | 3 828 | 3 463 |

| 2019  | 2022  | - | - | - | - | - | - | - |
| ----- | ----- | - | - | - | - | - | - | - |
| 3 116 | 3 041 | - | - | - | - | - | - | - |

| 1793 | 1800 | 1806 | 1821 |
| ---- | ---- | ---- | ---- |
| 86   | 84   | 82   | 83   |

## Économie

### Entreprises et commerces

#### Anciens titres de presse
Journaux disparus, localisés à Vimoutiers :
- Journal de Vimoutiers (1882-1885) ;
- Vimoutiers Journal (1885-1889) ;
- Le Réveil de Vimoutiers et de la Vallée d'Auge (1889-1914) ;
- Le Petit Vimoutiers (1898-1899) ;
- L'Indépendant de Vimoutiers (1889-1905).

## Lieux et monuments

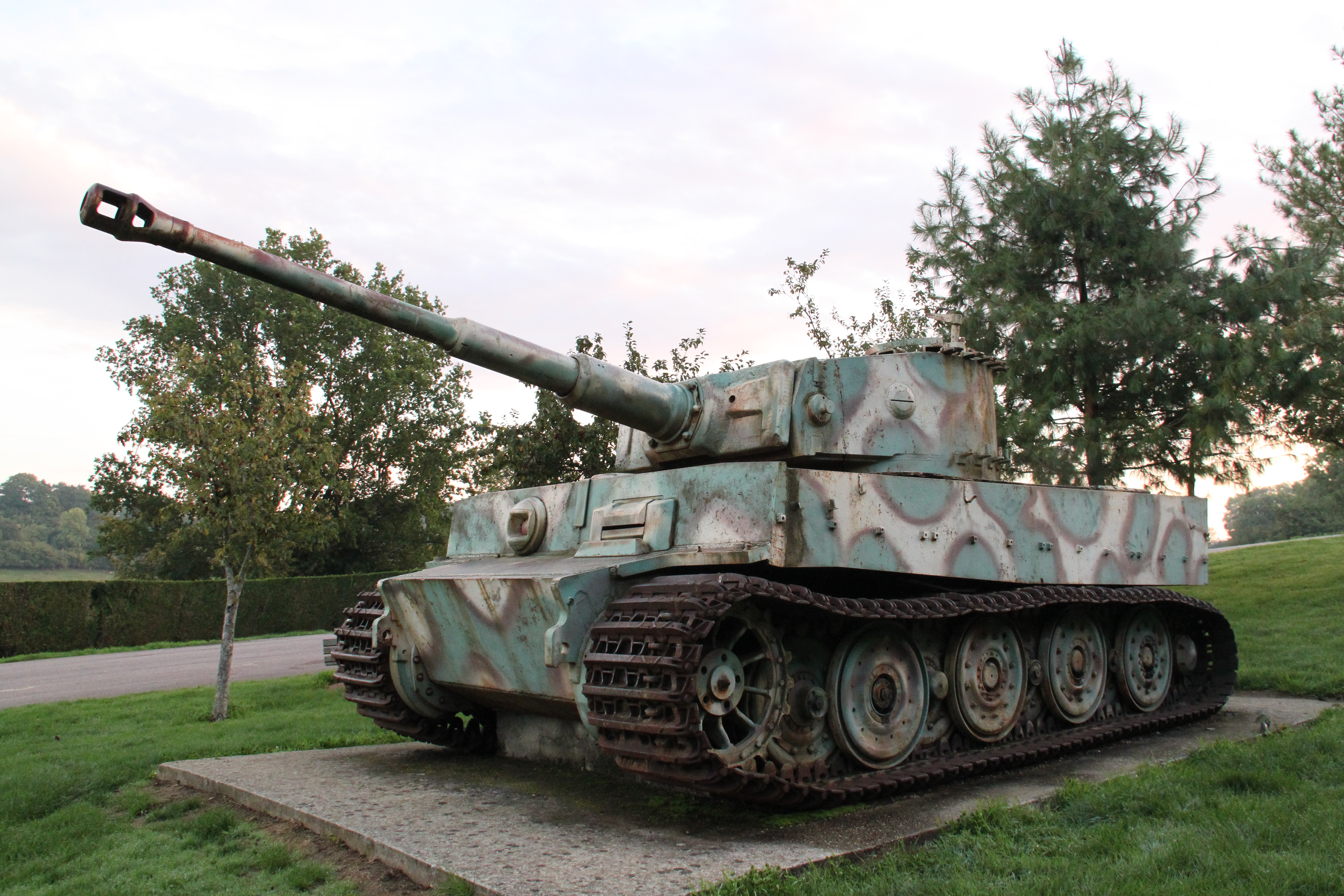
Le char Tigre de Vimoutiers.

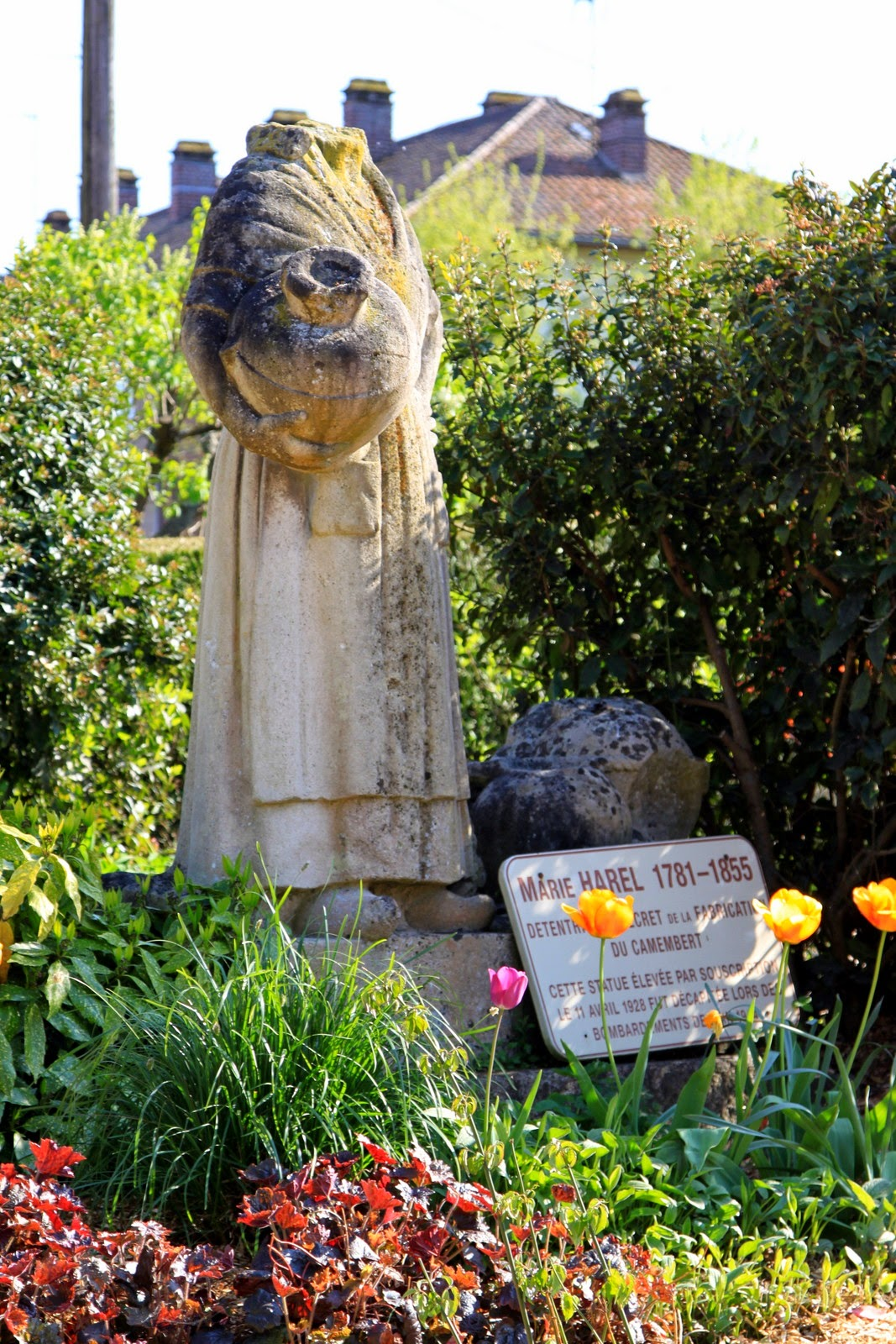
L'ancienne statue de Marie Harel.

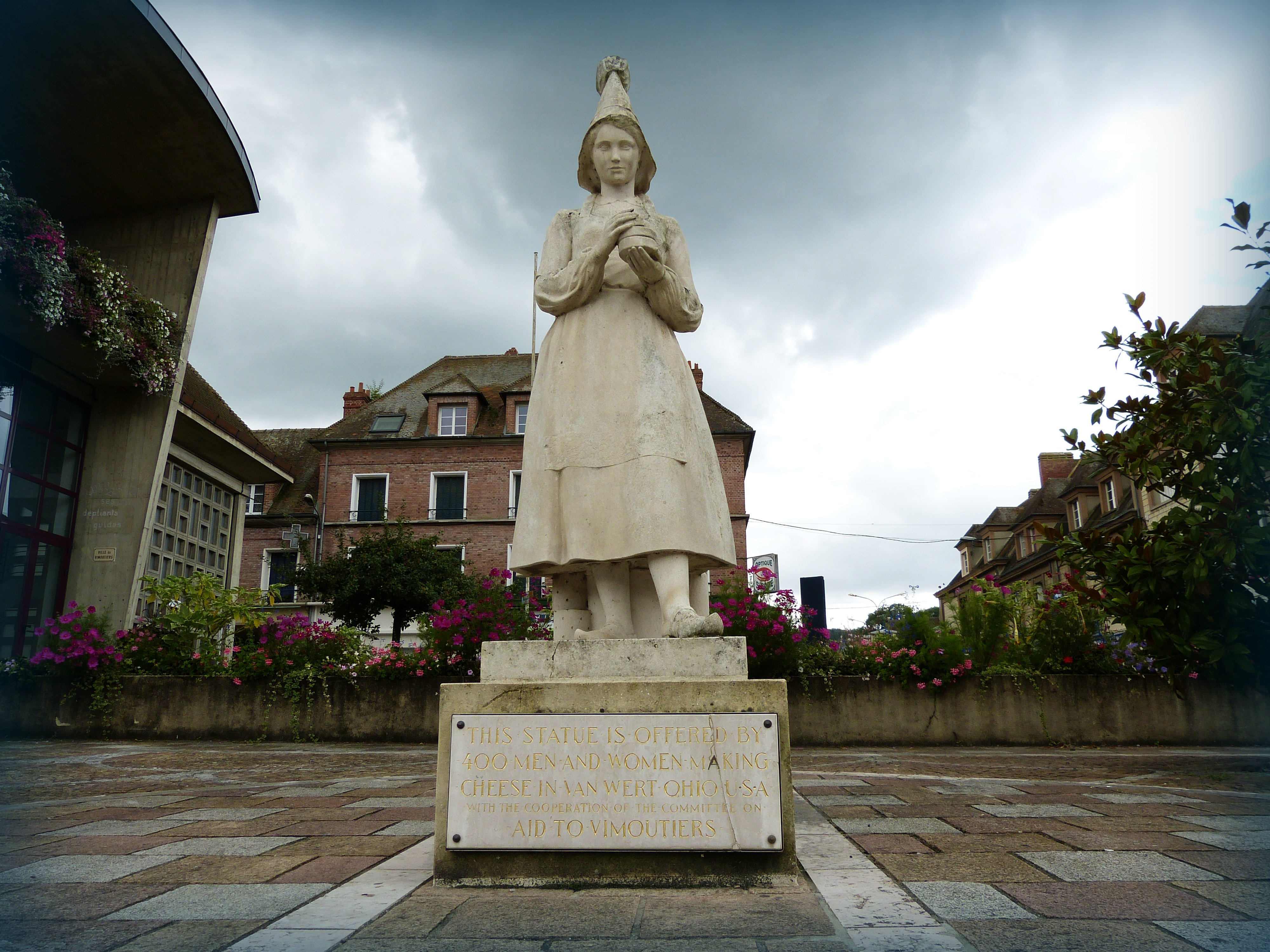
La nouvelle statue de Marie Harel.

### Patrimoine civil
- Le char Tigre de Vimoutiers[46], classé à titre d'objet aux Monuments historiques en 1975[47],[48],[49], au sud-est de la ville sur la route de Gacé (RD 979), témoigne des engagements qui se sont déroulés à proximité avec une violence extrême[50].
- La statue du monument à Marie Harel réalisé par Eugène Léon L'Hoëst. Également appelé La Fermière normande. Elle est située à l'intersection de la rue de Châtelet et de la rue du docteur Dentu (D916). Elle est inaugurée le 11 avril 1928 en présence d'Alexandre Millerand. Le 14 juin 1944, elle est décapitée par les bombardements américains. La tête, retrouvée quelques jours plus tard parmi les décombres, est placée au pied de la statue, puis a disparu quelques semaines plus tard. Le reste du monument est détruit.
- La nouvelle statue de Marie Harel réalisée par Maurice Lebeau. Elle est érigée dans la halle au beurre en 1956. Elle est située à l'intersection de la rue du quatorze juin et de la rue du 11-Novembre.
- La statue de la vache « Ratisfaite », réalisée en bronze par Henri Le Bihan. Elle est située sur la place de Mackau, devant l'hôtel de ville.
- Le chaudron de la Libération. Il est situé à l'extrémité de la place de Mackau, face à l'église Notre-Dame, à l'intersection de la rue de Châtelet, de la rue du 11-Novembre et de l'avenue du Général-de-Gaulle. Il était situé dans la ferme de la famille Blondeau. Du 14 juin au 15 septembre 1944, il a permis de cuire la soupe pour les sinistrés des bombardements américains.

### Patrimoine religieux

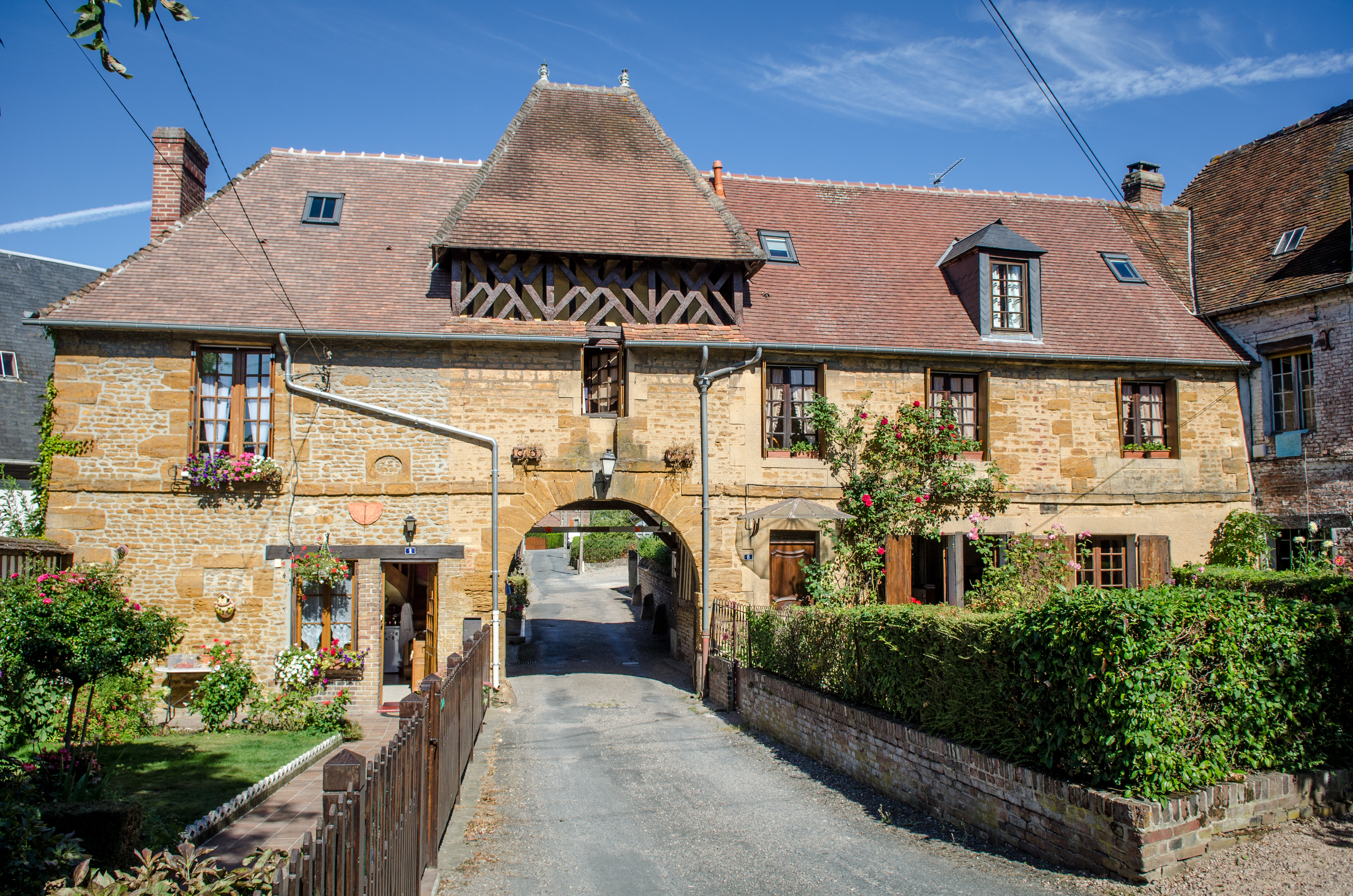
Le couvent des Bénédictines.

- L'église Notre-Dame (fin du XIXe siècle) et ses vitraux réalisés par les ateliers Gabriel Loire, après que ceux-ci ont été détruits lors du bombardement le 14 juin 1944. Orgue Cavaillé-Coll (1898)[51],[52] et Séquiès (1972)[53].
- Le couvent des Bénédictines, classé  au titre des Monuments historiques depuis le 17 décembre 1985[54].
- Église Saint-Denis de Pont-de-Vie[55].
- Monument aux morts[56] : conflits commémorés : 1914-1918 - 1939-1945.

### Patrimoine rural
- Le moulin à eau, situé 1 avenue du Général-de-Gaulle[57].
- Le musée du camembert, situé 10 avenue du Général-de-Gaulle.

## Activité, label et manifestations

### Label
La commune est une ville fleurie (trois fleurs) au concours des villes et villages fleuris.

### Sports
La ville est le lieu d'arrivée de la course cycliste Paris-Camembert depuis 1934. Elle se déroule en avril et attire plusieurs milliers de spectateurs chaque année.
Le Vimoutiers Football Club fait évoluer une équipe de football en ligue de Basse-Normandie et une deuxième en division de district.
Les Foulées du Terroir, le premier dimanche de septembre, s'impose chaque année encore un peu plus comme un grand moment sportif. Entre Livarot et Vimoutiers, plus de 400 coureurs se disputent la première place. Les spectateurs ne manquent pas ce rendez-vous et sont de plus en plus nombreux tout le long du parcours de 13,8 km. Différentes animations sont organisées autour : groupes de musique, marché du terroir.

### Manifestations
- Capitale des voitures à pédales, Vimoutiers et la fédération française des clubs de voitures à pédales organisent les 24 heures de voitures à pédales tous les deux ans courant juillet. Une course loufoque en plein centre-ville qui attire plusieurs milliers de spectateurs à chaque édition (jusqu'à 5 000 en 2011). Un week-end de fête là où les sportifs font les clowns et où les clowns font du sport.
- Le troisième week-end d'octobre a lieu la foire de la pomme. Deux jours de festivités : nocturne le vendredi soir, grande parade le dimanche après-midi, grande fête foraine en centre-ville, exposition commerciale-artisanale-industrielle, vide-greniers, divers concours notamment le concours de tartes aux pommes ouvert à tous.
- Le week-end de Pâques a lieu la foire de Pâques. Trois jours de festivités : grande fête foraine en centre-ville, grande parade le dimanche après-midi, exposition commerciale-artisanale-industrielle, divers concours.
- En août, a lieu la grande brocante de Vimoutiers pendant un week-end, une des plus grandes de Basse-Normandie. Plus de 300 exposants et commerçants sont présents chaque année[60]. Les Folies augeronnes sont à cette occasion organisées : les producteurs locaux se retrouvent pour vendre leurs produits du terroir (cidre, pommes, camembert).

### Jumelages
| Ville | Ville         | Pays | Pays        | Période     |
| ----- | ------------- | ---- | ----------- | ----------- |
|       | Châtelet      |      | Belgique    |             |
|       | Fordingbridge |      | Royaume-Uni | depuis 1981 |
|       | Sontra        |      | Allemagne   | depuis 1971 |

## Personnalités liées à la commune
- Alain III, duc de Bretagne, meurt à Vimoutiers le 1er octobre 1040, lors d'une expédition contre la Normandie.
- Michel Marescot, né à Vimoutiers en 1539, médecin ordinaire du roi Henri IV.
- Paul Creton, tisserand français du XVIIe siècle, originaire de Vimoutiers, inventeur de la cretonne.
- Jean-Charles Marc Antoine de Vaumesle d’Enneval, né et mort à Vimoutiers (25 septembre 1702[61] - 8 novembre 1769[62]), combattit la bête du Gévaudan en 1765.
- Marie Harel née Fontaine le 28 avril 1761 à Crouttes, près de Vimoutiers en Normandie et morte le 9 novembre 1844 à Vimoutiers ; détentrice, selon la légende, du secret de fabrication du camembert. Elle possède deux statues dans le village, dont une fut décapitée par les bombardements américains de juin 1944.
- Ange René Armand de Mackau (1788-1855), homme politique et maire de la commune. Une place lui est dédiée devant la mairie.
- Stanislas Gigon La Bertrie (1794 à Vimoutiers-1851), homme politique, maire de Vimoutiers.
- Louis Charles Tillaye (1847 à Vimoutiers-1913), homme politique, ministre des Travaux publics et sénateur de l'Orne.
- Henri Laniel (1857-1936), homme politique, maire de Beuvillers, député du Calvados de 1896 à 1932, père de Joseph Laniel.
- Paul Bunel (1882-1918), photographe et éditeur, avec son épouse, de cartes postales, en cette ville[63],[64].
- Joseph Laniel (1889 à Vimoutiers-1975), homme politique, secrétaire d'État, plusieurs fois ministre puis président du Conseil sous Vincent Auriol puis René Coty.
- Amparo López Jean (1885-1942), femme politique féministe républicaine espagnole, et son époux le journaliste César Alvajar (1892-1965), menacés par la dictature franquiste, se sont exilés à Vimoutiers après la guerre d'Espagne[65].
- Roland Armontel (1901 à Vimoutiers-1980), comédien. La salle des fêtes porte son nom.
- Éric Carrière (né en 1957), humoriste des Chevaliers du fiel, a vécu une partie de son enfance à Vimoutiers où ses parents étaient professeurs, et où il a pu croiser la grand-mère de son comparse Francis Ginibre, qui lui ne l'a pas connue[66].